# Solva tuberculata
Solva tuberculata är en tvåvingeart som beskrevs av Webb 1984. Solva tuberculata ingår i släktet Solva och familjen lövträdsflugor. Inga underarter finns listade i Catalogue of Life.